# Laevapex fuscus
Laevapex fuscus är en snäckart som först beskrevs av C. B. Adams 1841.  Laevapex fuscus ingår i släktet Laevapex och familjen Ancylidae. IUCN kategoriserar arten globalt som livskraftig. Inga underarter finns listade i Catalogue of Life.